# Список послов СССР и России в Сенегале
В статье представлен список послов СССР и России в Сенегале.
- 14 июня 1962 г. — установление дипломатических отношений на уровне посольств.

## Список послов
| Срок полномочий                   | Посол                            | Годы жизни | Вручение верительных грамот |
| --------------------------------- | -------------------------------- | ---------- | --------------------------- |
| СССР                              |                                  |            |                             |
| 14 января 1963 — 25 августа 1966  | Владимир Иванович Ерофеев        | 1920—2011  | 4 февраля 1963              |
| 25 августа 1966 — 13 апреля 1968  | Анатолий Георгиевич Кулаженков   | 1911—1982  | 27 октября 1966             |
| 13 апреля 1968 — 30 апреля 1973   | Дмитрий Семёнович Никифоров      | 1917—1993  | 17 мая 1968                 |
| 30 апреля 1973 — 4 июля 1981      | Георгий Арташесович Тер-Газарянц | 1923—2023  | 9 мая 1973                  |
| 5 сентября 1981 — 3 сентября 1987 | Юрий Иванович Бельский           | род. 1928  | 30 октября 1981             |
| 3 сентября 1987 — 17 августа 1991 | Александр Васильевич Папкин      | 1936—2007  |                             |
| 17 августа 1991 — 25 декабря 1991 | Валерий Николаевич Липняков      | 1941—2015  |                             |
| Российская Федерация              |                                  |            |                             |
| 10 февраля 1992 — 2 июня 1997     | Валерий Николаевич Липняков      | 1941—2015  |                             |
| 2 июня 1997 — 15 августа 2001     | Валерийонас Стасевич Балтрунас   | род. 1940  |                             |
| 15 августа 2001 — 21 апреля 2006  | Александр Александрович Романов  | род. 1950  |                             |
| 21 апреля 2006 — 16 сентября 2009 | Александр Васильевич Шульгин     | род. 1951  |                             |
| 19 апреля 2010 — 6 августа 2014   | Валерий Михайлович Нестерушкин   | род. 1949  |                             |
| 6 августа 2014 — 12 июня 2019     | Сергей Николаевич Крюков         | 1960—2019  |                             |
| июль 2019 — август 2020           | Василий Геннадьевич Ливичук      | род. 1965  | Временный поверенный        |
| 17 августа 2020 — наст. время     | Дмитрий Викторович Кураков       | род. 1961  | 22 декабря 2020             |